# مسجد بالاسر (حرم فاطمه معصومه)
مسجد بالاسر، مسجدی واقع در حرم فاطمه معصومه در شهر قم است. مسجد بالاسر از زیباترین رواق‌های آستانه و محل تشکیل مجالس عمومی و نماز جماعت، در دوران صفویه به عنوان میهمان سرای آستانه شمرده می‌شد که در عهد قاجاریه تجدید بنا شد وبه عنوان بزرگ‌ترین مکان سرپوشیده از اماکن متبرکه آستانه به شمارآمد. قبله این مسجد کمی به سمت راست مایل است که با علامت مشخص شده است.
این مسجد از سمت قبله با مسجد شهید مطهری که آن نیز بخشی از حرم فاطمه معصومه است، از سمت راست قبله، با فاصله‌ای کوتاه با مسجد اعظم و از سمت چپ با روضه ضریح مضجع معصومی محدود است.

## مدفون شدگان سرشناس
در مسجد بالاسر بسیاری از روحانیان شیعه مدفون هستند که از جمله ایشان حسینعلی منتظری، محمدتقی بهجت،محمدحسین طباطبایی، فاضل لنکرانی، علی مشکینی، محمدتقی خوانساری، سید مرتضی عسکری، سید محمدرضا گلپایگانی، بهاءالدینی، میرزا جواد تبریزی، میرزا هاشم آملی، عبدالکریم حائری یزدی، محمدتقی مصباح یزدی، سیدمحمدصادق روحانی، محمد یزدی، میراسدالله مدنی، مرتضی مطهری ، سیدمرتضی پسندیده ،سید محمدعلی علوی گرگانی، سید محمود هاشمی شاهرودی ،محمد جواد صافی گلپایگانی، عباس محفوظی و ... است.
در حد فاصل بین این مسجد و مسجد اعظم، در راهرویی قبر سید حسین طباطبایی بروجردی قرار دارد.